# Moïse ben Salomon ibn Habib
Ne doit pas être confondu avec Moïse de León ou Moïse ben Shem Tov ibn Habib.
Moïse ben Salomon ibn Habib (hébreu : משה בן שלמה אבן חביב Moshe ben Shlomo ibn Haviv) est un rabbin séfarade du XVIIe siècle. Nommé Hakham Bachi de l’empire ottoman et Rishon Letsion (grand rabbin de la communauté séfarade en terre d’Israël), il dirige une académie talmudique à Jérusalem.